# Сафвет паша Татар
Сафвет паша Татар (на турски: Safvet Paşa, Tatar) е османски офицер и чиновник.

## Биография
Заема серия валийски постове. От юни 1869 до януари 1871 г. (или от 25 май 1869 до 27 април 1871 г.) е валия на Босна. От януари до ноември 1871 година е валия в Призрен. От ноември 1871 до септември 1872 година е валия на Янина, а от октомври 1872 до юли 1873 - на Крит. От юли 1873 до април 1874 година е валия в Бурса (Хюдавендигар), от април 1874 до януари 1875 - в Трабзон, а от март до юли 1875 г. - в Адана. От март 1880 до март 1881 и от април 1887 до март 1890 година е валия на Хиджаз.
Умира в 1895 година.